# Bang Bang (Green-Day-Lied)
Bang Bang ist ein Lied der US-amerikanischen Punkrock-Band Green Day. Es ist die erste Single ihres zwölften Albums Revolution Radio und wurde am 11. August 2016 zusammen mit einem Lyrics-Video veröffentlicht. Die CD-Version enthält eine Live-Version des Stücks Letterbomb, welche am 2. September 2010 in Chula Vista mitgeschnitten wurde. Es ist die erste Veröffentlichung der Band seit Xmas Time of the Year (2015) und kam vier Jahre nach ihrer Album-Trilogie ¡Uno!, ¡Dos!, ¡Tré! (2012).

## Hintergrund und Komposition
Bang Bang ist aus der Sicht eines Attentäters geschrieben. Laut dem Frontmann Billie Joe Armstrong geht es in dem Lied um „die Kultur der Massenschießereien, die in Amerika zusammen mit narzisstischen sozialen Medien auftreten“. Außerdem behauptet er: „Da passiert diese Art von Raserei, aber es wird heutzutage auch gefilmt und wir stehen unter Beobachtung. Für mich ist das verdreht.“
Das Lied wird von Kritikern als Erinnerung an die frühen Punkrock-Tage der Band mit 39/Smooth (1990), Kerplunk! (1992), Dookie (1994) und als Hauch ihres 2009 erschienenen Albums 21st Century Breakdown beschrieben.